# Kim Su-an
Kim Su-an (김수안?; Seul, 27 gennaio 2006) è un'attrice sudcoreana.
Ha iniziato la sua carriera nel mondo dello spettacolo all'età di cinque anni, per poi comparire in diversi film e serial televisivi. Come attrice bambina è nota per le sue interpretazioni nei film Train to Busan (2016) e Gunhamdo (2017). Quest'ultimo ruolo le ha valso il premio come miglior attrice non protagonista ai Buil Film Awards 2017.

## Biografia
Appassionata di recitazione fin da bambina, Kim compie il suo debutto cinematografico all'età di cinque anni, interpretando Bo-eun nel film Mi-anhae, goma-wo del 2011. Seguono per lei numerosi altri progetti, sia indipendenti che grandi produzioni, come ad esempio Kongnamul (2013), Sinchonjombimanhwa (2014) e Chinatown (2015).
È tuttavia con il film Train to Busan (2016), dove interpreta la figlia di Gong Yoo, che la bambina si impone all'attenzione del pubblico e della critica. A seguito del successo ottenuto dalla pellicola la giovane firma un contratto con la Blossom Entertainment, un'agenzia di spettacolo di Seul. Nel 2017 recita a fianco di Hwang Jung-min nel film d'azione Gunhamdo, grazie al quale vince il premio come miglior attrice non protagonista ai Buil Film Awards 2017.

## Filmografia

### Cinema
- Mi-anhae, goma-wo (미안해, 고마워), regia di Im Sun-rye, Park Heung-sik e Song Il-gon (2011)
- Oneul (오늘), regia di Lee Jeong-hyang (2011)
- Sumbakkokjil (숨바꼭질), regia di Huh Jung (2013)
- Kongnamul (콩나물), regia di Yoon Ga-eun (2013)
- Sinchonjombimanhwa (신촌좀비만화), regia di Ryoo Seung-Wan (2014)
- Gyeongju (경주), regia di Zhang Lu (2014)
- Jeboja (제보자), regia di Yim Soon-rye (2014)
- Cart (카트), regia di Boo Ji-young (2014)
- Bom (봄), regia di Cho Geun-hyun (2014)
- Chinatown (차이나타운), regia di Han Jun-hee (2015)
- Hyeomnyeo: Kar-ui gi-eok (협녀: 칼의 기억), regia di Park Heung-sik (2015)
- Teukjong: Ryangchensar-in-gi (특종: 량첸살인기), regia di Roh Deok (2015)
- Hae-eo-hwa (해어화), regia di Park Heung-sik (2016)
- Train to Busan (Busanhaeng; 부산행), regia di Yeon Sang-ho (2016)
- Geumul (그물), regia di Kim Ki-duk (2016)
- Sin-gwa hamkke (신과함께-죄와 벌), regia di Kim Yong-hwa (2017)
- Teukbyeolsimin (특별시민), regia di Park In-je (2017)
- Gunhamdo (군함도), regia di Ryoo Seung-wan (2017)
- Project Silence (탈출: 프로젝트 사일런스?, Talchul: peurojekteu sa-illeonseuLR), regia di Kim Tae-gon (2024)

### Televisione
- Eomma (엄마) – serial TV (2015-2016)
- Chulchulhan yeoja – Temple stay (출출한 여자 – 템플 스테이) – serial TV (2016)
- Reflection of You (너를 닮은 사람?) – serie TV (2021)

### Doppiatrice
- Dalbitgunggwol (달빛궁궐), regia di Kim Hyeon-ju (2016)
- Jangsanbeom (장산범), regia di Huh Jung (2017)